# Campionati europei di atletica leggera 1982 - Salto in alto femminile
La finale della gara di salto in alto femminile si è tenuta l'8 settembre 1982.

## Risultati

### Qualificazione
| Pos | Name                     | Nazione          | Misura | Note |
| --- | ------------------------ | ---------------- | ------ | ---- |
|     | Emese Béla               | Ungheria         | 1.88   | Q    |
|     | Lyudmila Zhecheva        | Bulgaria         | 1.88   | Q    |
|     | Maryse Éwanjé-Épée       | Francia          | 1.88   | Q    |
|     | Susanne Lorentzon        | Svezia           | 1.88   | Q    |
|     | Sara Simeoni             | Italia           | 1.88   | Q    |
|     | Gaby Meier               | Svizzera         | 1.88   | Q    |
|     | Tamara Bykova            | Unione Sovietica | 1.88   | Q    |
|     | Katalin Sterk            | Ungheria         | 1.88   | Q    |
|     | Ulrike Meyfarth          | Germania Ovest   | 1.88   | Q    |
|     | Barbara Simmonds         | Regno Unito      | 1.88   | Q    |
|     | Andrea Bienias           | Germania Est     | 1.88   | Q    |
|     | Jutta Kirst              | Germania Est     | 1.88   | Q    |
|     | Christine Soetewey       | Belgio           | 1.85   |      |
|     | Astrid Tveit             | Norvegia         | 1.85   |      |
|     | Sandra Dini              | Italia           | 1.85   |      |
|     | Brigitte Holzapfel       | Germania Ovest   | 1.85   |      |
|     | Lidija Benedetič         | Jugoslavia       | 1.85   |      |
|     | Þórdís Lilja Gísladóttir | Islanda          | 1.80   |      |
|     | Alexandra Batatoli       | Grecia           | 1.70   |      |

### Finale
| Pos | Nome               | Nazione          | Misura | Note |
| --- | ------------------ | ---------------- | ------ | ---- |
| 1   | Ulrike Meyfarth    | Germania Ovest   | 2.02   | WR   |
| 2   | Tamara Bykova      | Unione Sovietica | 1.97   |      |
| 3   | Sara Simeoni       | Italia           | 1.97   |      |
| 4   | Gaby Meier         | Svizzera         | 1.94   |      |
| 5   | Jutta Kirst        | Germania Est     | 1.94   |      |
| 6   | Andrea Bienias     | Germania Est     | 1.91   |      |
| 6   | Lyudmila Zhecheva  | Bulgaria         | 1.91   |      |
| 8   | Katalin Sterk      | Ungheria         | 1.91   |      |
| 9   | Emese Béla         | Ungheria         | 1.88   |      |
| 10  | Maryse Éwanjé-Épée | Francia          | 1.88   |      |
| 11  | Barbara Simmonds   | Regno Unito      | 1.88   |      |
| 12  | Susanne Lorentzon  | Svezia           | 1.88   |      |